# Samsung Galaxy S25
Pour les articles homonymes, voir S25.
Les Samsung Galaxy S25, Galaxy S25+, Galaxy S25 Ultra et Galaxy S25 Edge, sont quatre smartphones Android haut de gamme de type phablette produits par la société Samsung Electronics.

## Caractéristiques
Le Galaxy S25 reprend le design des modèles précédents, inauguré par le Samsung Galaxy S23. Contrairement au modèle précédent, le Galaxy S25 Ultra a des bords fins et des coins incurvés. Le S Pen est par ailleurs dépourvu de technologie Bluetooth, sans que cette innovation soit remplacée par une autre ou se matérialise par une baisse des prix.
Tous les modèles sont équipés du Qualcomm Snapdragon 8 Elite, ainsi que d'une mémoire vive de 12 Go.

## Galerie

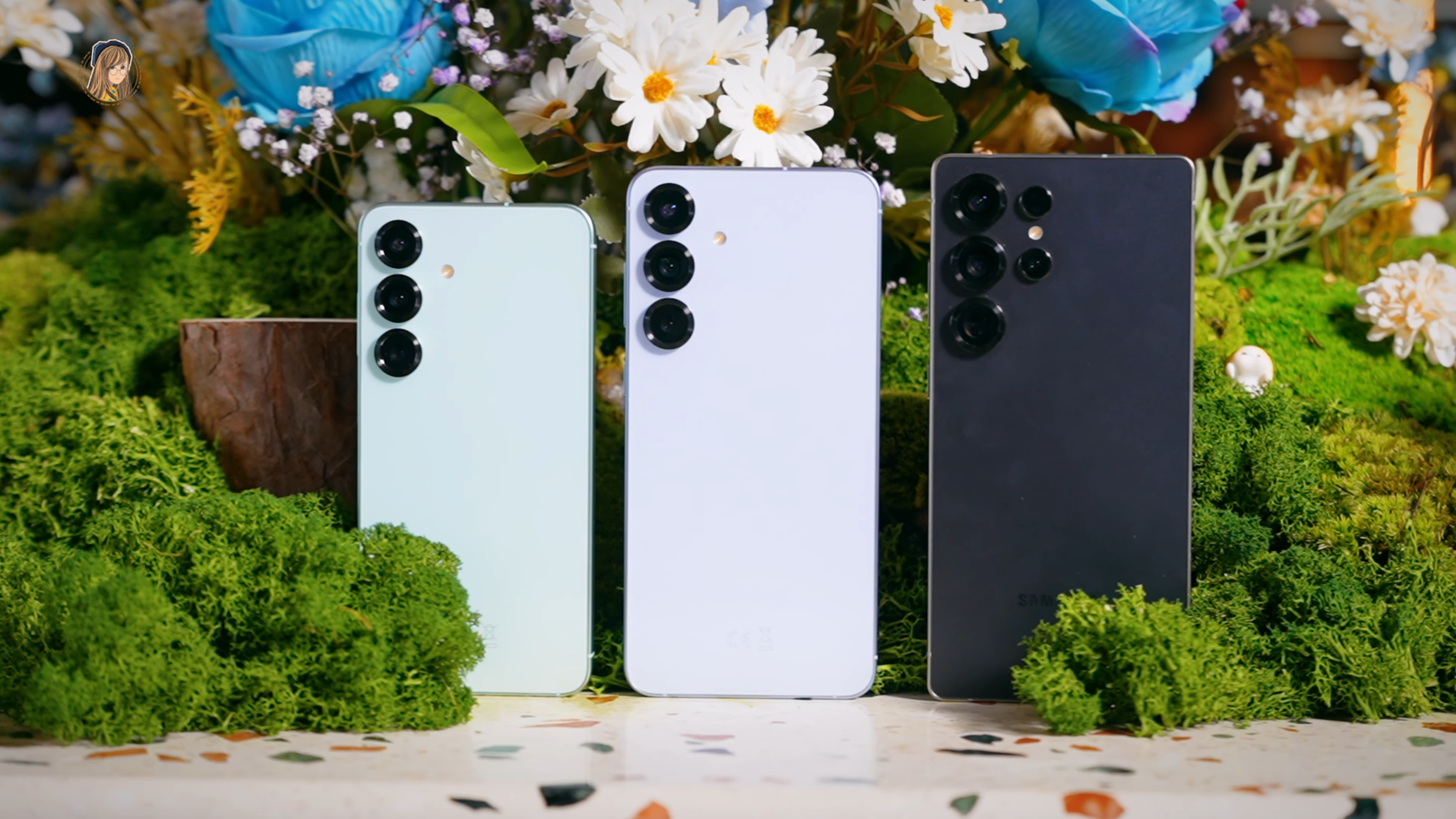
3 smartphones de la gamme.
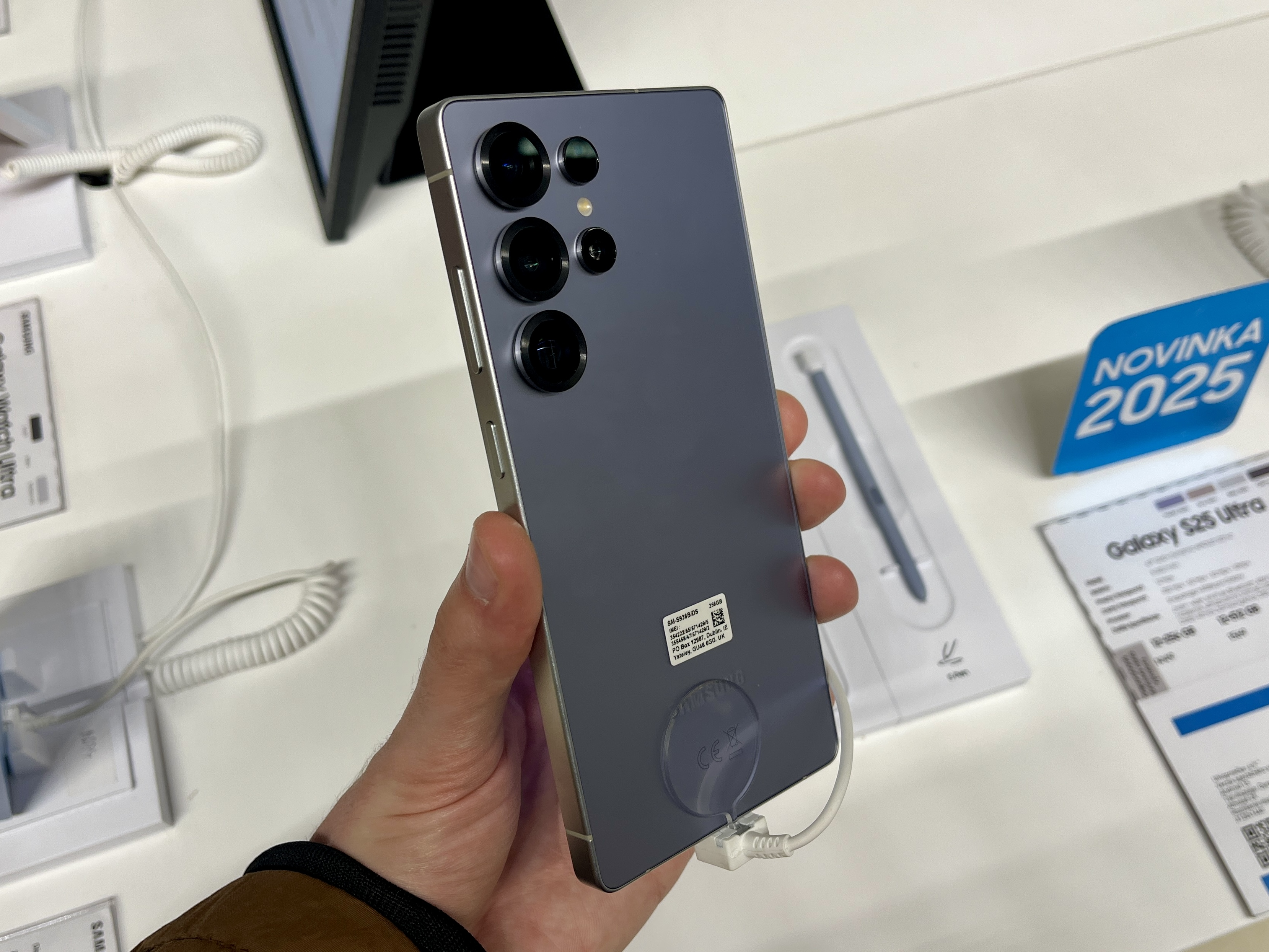
Le Galaxy S25 Ultra.
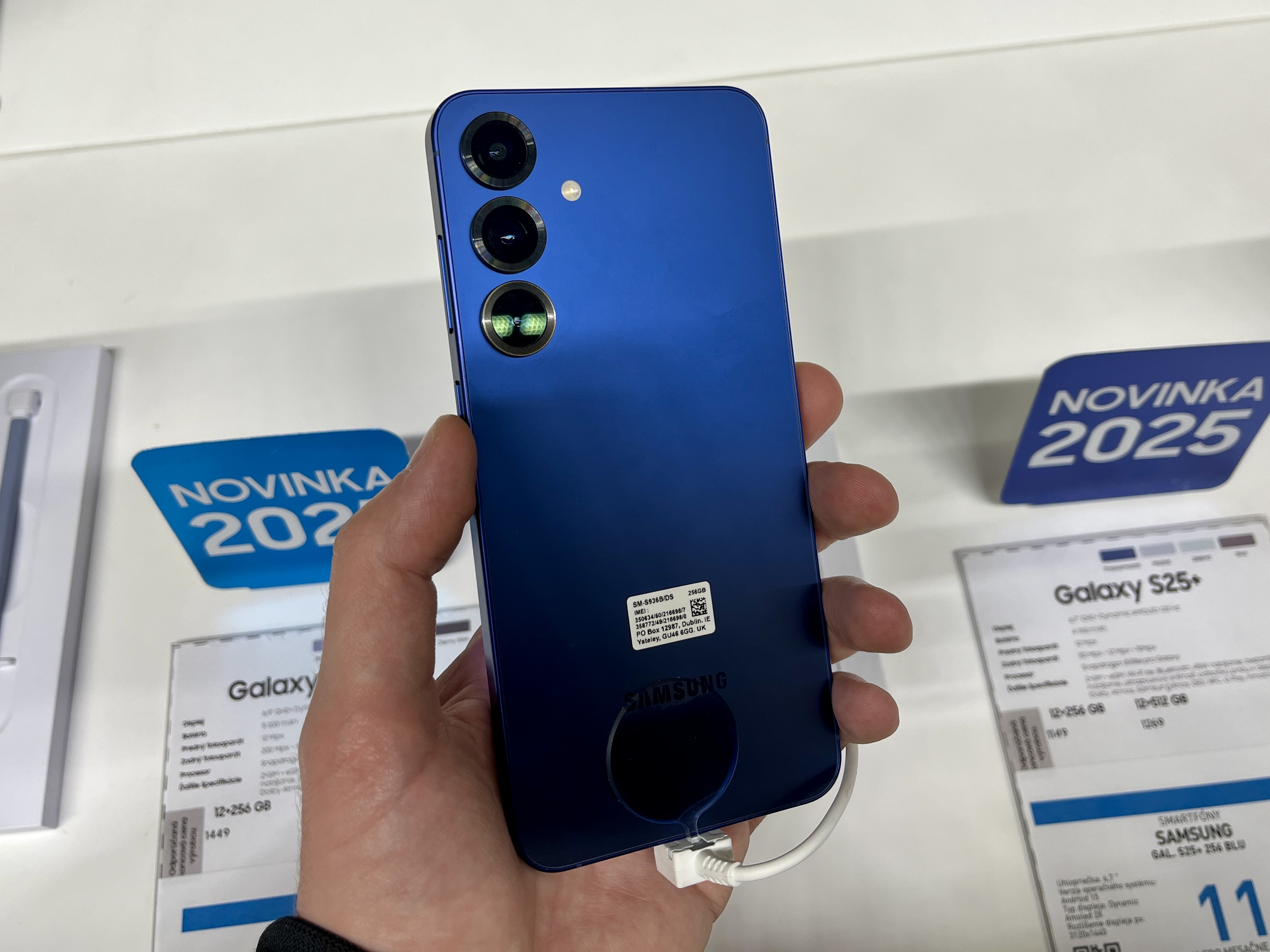
Le Galaxy S25+.
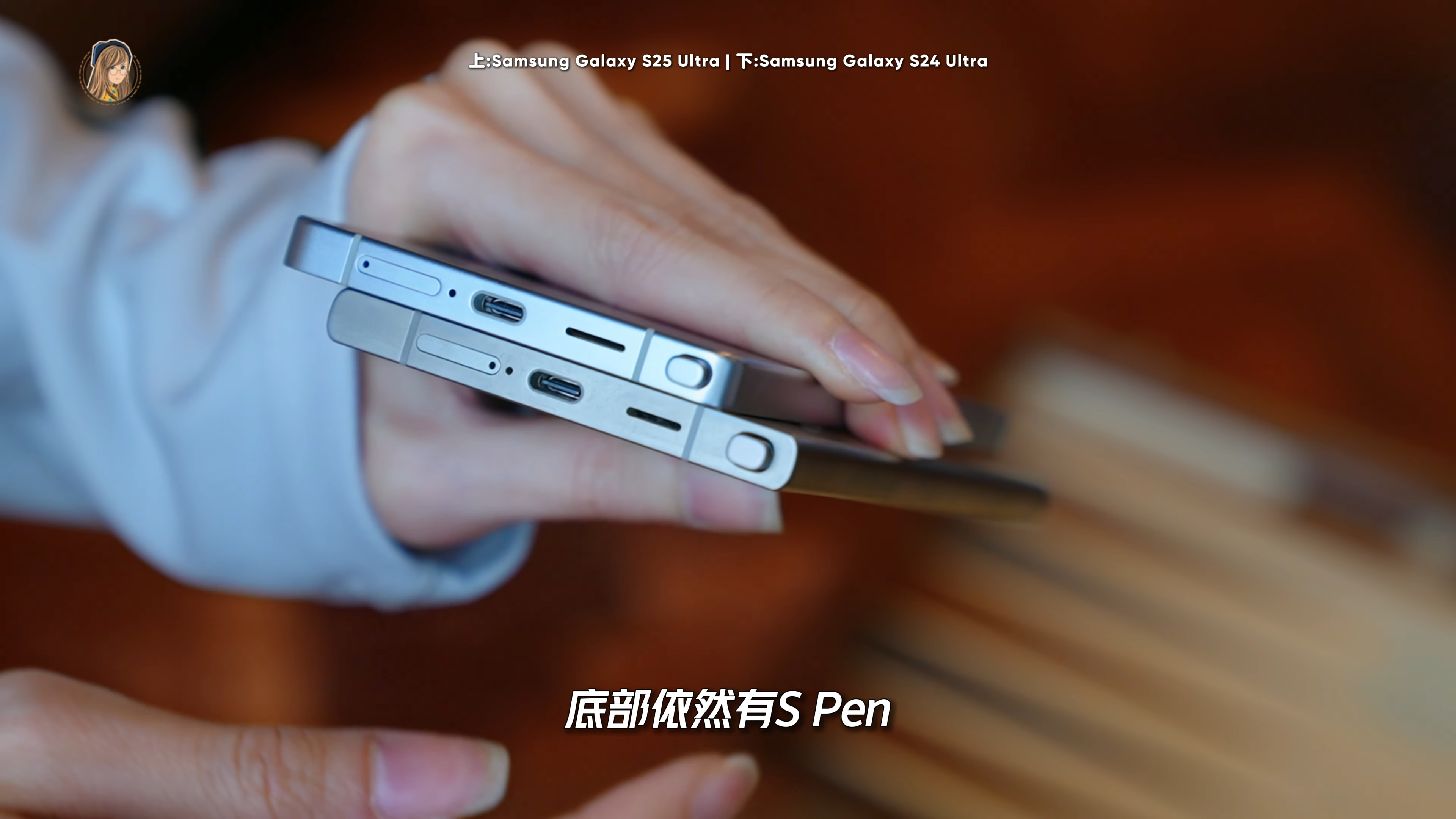
Comparaison entre le S25 Ultra et son prédécesseur le S24 Ultra.